# Acetanhidrid
Acetanhidrid je kemična spojina s formulo (CH3CO)2O. Je jedka tekočina brez barve, ki je vodi podobno topilo. Pri organskih sintezah služi za uvajanje acetatne skupine. 
Povzroča opekline ob dotiku. Ker je vnetljiva in hlapljiva tekočina, povzroča draženje dihal in oči.

## Ukrepi za prvo pomoč
V primeru stika tekočine:
- Oči: takoj izprati z veliko vode in poiskati zdravniško pomoč
- Koža: takoj izpirajte z vodo. Kontaminirano obleko takoj sleči.
- Vdihavanje: udihavati svež zrak, če ponesrečeni ne diha nuditi umetno dihanje poiskati zdravniško pomoč.
- Zaužitje: ne izzvati bruhanje, piti vodo, če poškodovanec ni pri zavesti, mu ne smemo ničesar dati. Poiskati zdravniško pomoč.

## Ukrepi ob požaru
V primeru požar, kjer je udeležen tudi acetanhidrid, je treba uporabljati razpršeno vodo, suha kemijska sredstva, peno ali ogljikov dioksid.

## Ukrepi ob nezgodnih izpustih
V primeru izpusta je treba prezračiti področje, kjer je prišlo do uhajanja ali razlitja. Nositi je treba primerno osebno varovalno opremo ter nato izolirati nevarno območje in poskrbeti, da nepotrebne in nezaščitene osebe ne vstopajo v tak prostor. Razlito tekočino se nato zbere v primerni posodi ali absorbira z inertnim materialom (npr. vermikulit, suh pesek, zemlja) in nato shrani v kemičnih zabojnikih za odpadke. Potrebno je preprečiti izliv acetanhidrida v kanalizacijo.
Pri delu z acetanhidridom je treba oči zaščititi z zaščitnimi očali ki ne prepuščajo pare (kemijska zaščitna očala). Roke zaščititi z rokavicami, telo z gumijastim predpasnikom ali zaščitno obleko ki je odporna na kisline. Čevlji naj bodo visoki ali gumijasti škornji.

## Obstojnost in reaktivnost
Acetanhidrid je stabilen v običajnih pogojih uporabe in skladiščenja, medtem ko toplota prispevala k nestabilnosti. Tako se pri segrevanju sproščajo strupeni plini, kot so ocetna kislina in ogljikov monoksid. Ne sme priti v stik z vodo, paro, mineralnimi kislinami, oksidirajoče snovi, alkoholi,... Je jedek do bakra, medenine, brona in železa.